# Nová Ves (Veľký Krtíš)
Nová Ves es un municipio del distrito de Veľký Krtíš en la región de Banská Bystrica, Eslovaquia, con una población estimada a final del año 2024 de 466 habitantes.
Se encuentra ubicado al suroeste de la región, en la cuenca hidrográfica del río Ipoly —un afluente izquierdo del Danubio— y cerca de la frontera con la región de Nitra y con Hungría.

## Demografía
| Año        | 1994 | 2004    | 2014     | 2024     |
| ---------- | ---- | ------- | -------- | -------- |
| Población  | 354  | 366     | 412      | 466      |
| Diferencia |      | +3,38 % | +12,56 % | +13,10 % |

| Año        | 2023 | 2024    |
| ---------- | ---- | ------- |
| Población  | 441  | 466     |
| Diferencia |      | +5,66 % |